# Scopocira histrio
Scopocira histrio är en spindelart som beskrevs av Eugène Simon 1900. 
Scopocira histrio ingår i släktet Scopocira och familjen hoppspindlar. Inga underarter finns listade i Catalogue of Life.